# Wim Brussen
Wim Brussen (Leimuiden, 26 maart 1943 – Sneek, 7 november 2017) was een Nederlandse orkestleider.

## Loopbaan
In 1966 richtte hij het Jostiband Orkest op, een orkest voor mensen met een verstandelijke beperking. Het orkest werd opgericht in de toenmalige Johannes Stichting in het Zuid-Hollandse Nieuwveen, waar ook de naam (Jo-sti-band) vandaan komt. De Jostiband was diverse keren op televisie te zien, en heeft, naast diverse andere optredens in het buitenland, onder meer ook een reis naar Canada gemaakt.
Brussen bleef het orkest 40 jaar leiden, tot 2006. In dat jaar droeg hij het dirigentschap over aan Lyan Verburg. Hij werd toen erelid van het orkest. Eerder, in 2003, was Wim Brussen al benoemd tot ridder in de Orde van Oranje-Nassau. Brussen, die toen al langere tijd gezondheidsproblemen had, maakte het gouden jubileum van het orkest in 2016, in de Ziggo Dome in Amsterdam, nog mee; hij was daar als eregast aanwezig. Wim Brussen woonde al jaren in het Friese Workum. Zijn motto was: "Muziek maakt alles mogelijk".
Op 7 november 2017 is hij op 74-jarige leeftijd overleden aan de gevolgen van een hersenbloeding.
- International Standard Name Identifier: 0000 0003 8723 3570
- Nederlandse Thesaurus van Auteursnamen: 072404205
- Virtual International Authority File: 280119940
- WorldCat: E39PBJhX9PXTPyg78JWjrbmcfq